# Anthony Dod Mantle
Anthony Dod Mantle (født 1955) er en britisk Oscarvindende filmfotograf. Han har været fotograf på flere af Lars von Trier og Thomas Vinterbergs film og er bosiddende i København. Han vandt en Oscar i 2009 for sit arbejde med filmen Slumdog Millionaire.

## Udvalgt filmografi
- Kajs fødselsdag (1990)
- ORD (1994)
- Menneskedyret (1995)
- Festen (1998)
- Julien Donkey-Boy (1999)
- 28 dage senere (2002)
- Dogville (2003)
- KRIG (2003)
- Millions (2004)
- Dear Wendy (2005)
- Manderlay (2005)
- The Last King of Scotland (2006)
- Slumdog Millionaire (2008)
- Antichrist (2009)
- 127 Hours (2010)